# Anami Korechika

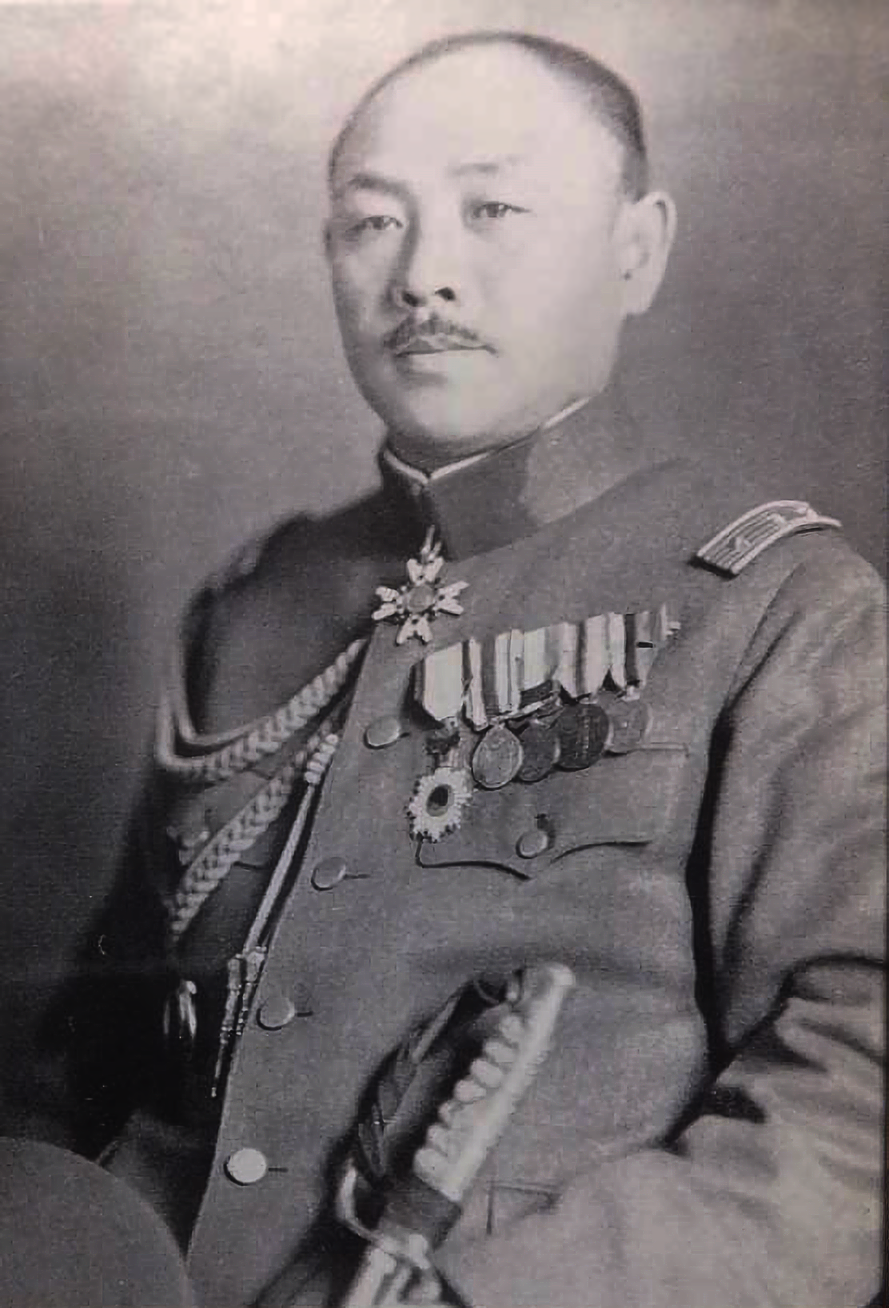
Korechika Anami

Anami Korechika (jap. 阿南 惟幾; * 21. Februar 1887 in Taketa, Präfektur Ōita; † 15. August 1945 in Tokio) war ein japanischer General und Heeresminister im Zweiten Weltkrieg.

## Militärische Laufbahn
Anami stammte aus dem Dorf Taketa, (Präfektur Ōita) auf der südwestjapanischen Insel Kyūshū. Er begann seine militärische Laufbahn im Kaiserlich Japanischen Heer im Dezember 1906 als Infanterie-Leutnant. Zwölf Jahre später, im November 1918, beendete er die Ausbildung an der Militärakademie und wurde im April 1919 Mitarbeiter im Generalstab. Von diesem Zeitpunkt an durchlief Anami zahlreiche militärischen Ränge (Februar 1922 Major, August 1923 Stabsoffizier und August 1925 Oberstleutnant) und wurde im Mai 1925 zum Mitglied im Generalstab ernannt. 
Im August 1927 wurde er als Militärattaché nach Frankreich entsandt. Nach seiner Rückkehr im Dezember desselben Jahres schloss er sich an das 45. Infanterie-Regiment an. Hier wurde er zunächst als Kommandant eines Bauteildepots (August 1928) berufen und daraufhin Adjutant des Tennō (1929), Oberst (1930) sowie Regimentskommandant des zweiten Garde-Regiments, der Kaiserlichen Garde im Jahr 1933. 
Im August 1934 wurde er als Aufsichtsbeamter in eine Militärschule in Tokio berufen und übernahm im März 1935 den Dienstgrad des Generalmajors. In den Jahren 1936 und 1937 wurde Anami zum Chef des Militärischen Verwaltungsbüros im Heeresministerium bzw. zum Chef des Personalbüros im Heeresministerium ernannt. Kurz darauf, im Jahr 1938, wurde er zum Generalleutnant ernannt.
Nachdem er im November 1938 das Kommando der 109. Division in China innegehabt hatte, wurde er im Oktober 1939 zum Stellvertretenden Kriegsminister ernannt. 1941 und 1942 wird Anami Kommandant der 11. Armee bzw. Kommandeur der 2. Regionalarmee in der Mandschurei. Die Beförderung zum General erfolgte im Mai 1943.
Von nun an führte Anami Operationen in Westneuguinea und Halmahera (November 1943). Die im Kriegsverlauf zunehmend schwieriger werdende Nachschub- und Versorgungslage führte dazu, dass Anami im Mai 1944 in Konflikt mit der Militärführung in Tokio geriet, da er einen bereits schwer getroffenen Truppenkonvoi trotz der Gefahr der totalen Zerschlagung nach Neuguinea weiter laufen lassen wollte, was ihm verwehrt wurde. Bevor er im April 1945 zum Heeresminister ernannt wurde, war Anami Generalinspekteur, Militärrat und Chef der Militärischen Luftfahrtabteilung.

## Politische Karriere
Anami wurde am 7. April 1945 Heeresminister im Kabinett des Premierministers Suzuki Kantarō und Mitglied im Höchsten Rat für Kriegsfragen, eine Institution mit großem Einfluss auf das Kabinett. Er war somit einer der mächtigsten Männer im damaligen Japan und beeinflusste die Politik Hirohitos maßgeblich. Die Kapitulation Japans wollte er um jeden Preis verhindern und ließ viele Befürworter dieser Idee festnehmen.
Als die japanische Armee immer mehr Kämpfe verlor und die USAAF-Verbände mit groß angelegten Bombardements begannen, sahen einige Politiker ein, dass ein Umdenken notwendig wurde. Zu diesem Zeitpunkt wurde sogar schon an eine Kapitulation gedacht, aber Anami wollte in ausgedehnten Kämpfen um das japanische Hauptland den Alliierten so große Verluste zufügen, dass Japan der Kapitulation entgehen und sogar noch einige eroberte Gebiete behalten könne.
Selbst die Atombombenabwürfe auf Hiroshima und Nagasaki und die sowjetische Kriegserklärung konnten ihn nicht umstimmen, es sei denn, die Alliierten hätten folgende Bedingungen akzeptiert:
- Die Aufrechterhaltung des Kaiserreichs
- Keine Besetzung des japanischen Hauptlandes
- Selbstentwaffnung Japans
- Selbständige Verurteilung der japanischen Kriegsverbrechen

## Anamis Ende
Als Hirohito persönlich die Kapitulation befahl, schlug die Anhängerschaft Anamis vor, dass er entweder dagegen stimmen oder das Kabinett verlassen solle. Beide Entschlüsse hätten möglicherweise die Kapitulation Japans verhindert, aber Anami wies diese Vorschläge mit der Begründung zurück, er müsse seinem Kaiser gehorchen. Am 14. August 1945 unterzeichnete er zusammen mit dem Rest des Kabinetts die Kapitulationsurkunde und beging anschließend rituelle Selbsttötung (Seppuku).